# Reinhard zu Solms

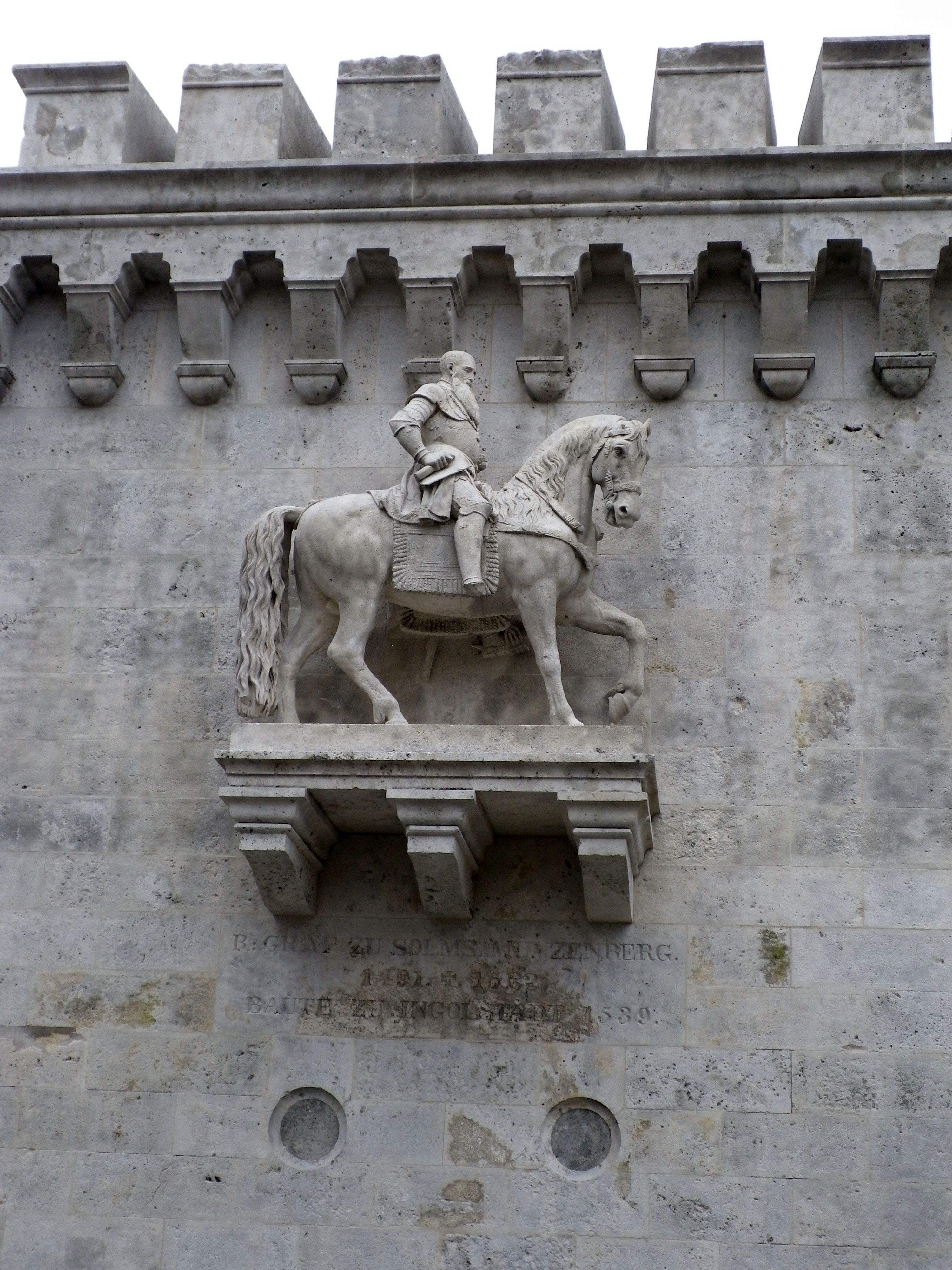
Reiterstatue von Graf Reinhard zu Solms am Kavalier Hepp in Ingolstadt, ausgeführt v. Ernst Mayer (1796–1844)

Graf Reinhard zu Solms (* 1491; † 1562) war ein deutscher Heerführer, Militäringenieur und Militärtheoretiker der Renaissance.

## Leben
Reinhard zu Solms wurde im Jahr 1491 als Sohn des Grafen Philipps zu Solms (Linie Solms-Lich) (1468–1544) auf Schloss Lich geboren und am 12. Oktober 1491 in der Stiftskirche der Stadt Lich getauft. Er teilte sein Interesse an militärtheoretischen Themen mit seinem Vater, der in Mainz, Heidelberg und Erfurt studiert hatte und als kaiserlicher Rat unter Maximilian I. und Karl V. und als Geheimer Rat beim sächsischen Kurfürsten Friedrich dem Weisen in hohem Ansehen stand.
Zwischen 1516 und 1522 befand sich der junge Reinhard im Gefolge des Franz von Sickingen, zog sich dann aber zunächst aus den politisch-konfessionellen Spannungen der Zeit zurück. Erst mit dem Feldzug 1534 gegen die Täufer in Münster nahm Reinhard zu Solms wieder an einer größeren militärischen Auseinandersetzung teil. Zusammen mit seinem Vater konnte er bei der Belagerung von Münster Einblicke in die neusten militärischen Entwicklungen nehmen.
Schon sein Vater hatte 1507 begonnen, die Befestigung der gräflichen Residenzstadt Lich zu modernisieren; eine Arbeit, die Graf Reinhard fortführte. 1528 oder 1531 begann er mit dem Ausbau der Artilleriebefestigung von Hanau: vor die mittelalterliche Stadtmauer wurde ein Erdwall (Schütt) auf gemauertem Fundament gelegt, fünf Erdrondelle verstärkten die Anlage.

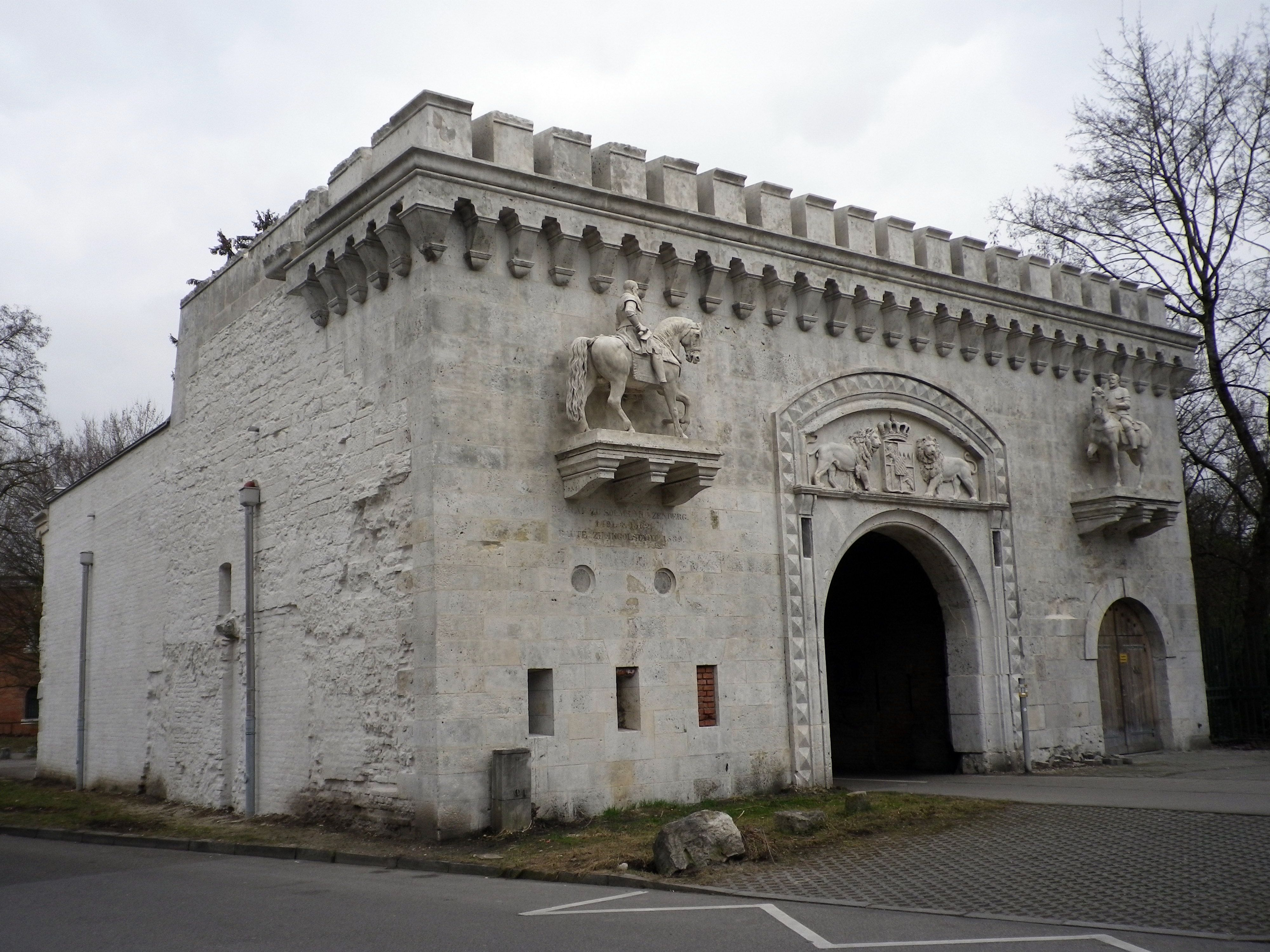
Reiterstatuen der Festungsbaumeister Reinhard zu Solms (links) und Daniel Speckle (re.) am Kavalier Hepp in Ingolstadt, ausgeführt von Ernst Mayer

Von 1539 bis 1542 und noch einmal um 1560 beschäftigte sich Solms mit dem Ausbau der bayerischen Landesfestung Ingolstadt unter den Bedingungen des modernen Artilleriekampfes; hier wurde das Hanauer System der Erdwälle weiterentwickelt. Unter seiner Leitung wurden zwischen 1539 und 1542 die Basteien und der der Stadtmauer vorgelagerte Wall im Osten und Norden errichtet (Donaubastei vor dem Neuen Schloss, die teilweise erhaltene Ziegelbastei, Harderbastei und vermutlich der Umbau der Bastei vor dem Heiligen Tor). Um 1560 lieferte er vielleicht die Pläne für den damaligen Bau der Kugelbastei. Wall und Basteien im Westen der Stadt (Münzbergbastei, Frauenbastei) wurden zwischen 1550 und 1560 errichtet, als Solms anderweitig beschäftigt war.
Für weitere Orte wurde er zu Beratungen herangezogen: in Augsburg, Landshut, Friedberg, Königshofen, Forchheim und vielleicht für Schloss Mansfeld.
Ab den frühen 1540er Jahren wurde Reinhard zu Solms immer mehr auf die Seite Kaiser Karls V. gezogen und geriet in immer größeren Gegensatz zur Fürstenopposition. Er leitete beim kaiserlichen Feldzug gegen Frankreich 1544 die Bombardierung und Unterminierung von St. Dizier an der Marne. Anschließend sollte er die Reichsritter in Franken, Thüringen und am Rhein für die kaiserliche Sache gewinnen. 1546 wurde er kaiserlicher Feldmarschall und 1547 kaiserlicher Oberkommandierender von Frankfurt am Main. 1557 wurde er Obrist des oberrheinischen Kreises, 1558 kaiserlicher Rat.
Reinhard zu Solms starb am 23. September 1562 und wurde in der Stiftskirche von Lich beigesetzt.

## Literarisches Werk
Seit den 1530er Jahren beschäftigte sich Graf Reinhard auch mit schriftstellerischen Projekten, vor allem zur Militärtheorie und zum Festungsbau. 1535 erschien Eyn gesprech ... welcher massen eyn vester bawe fürzunemen in Mainz, das 1556 in erheblich erweiterter Fassung als Ein Kürtzer Auszug unnd ueberschlag, Einen Baw anzustellen neu herausgegeben wurde.

### Werke

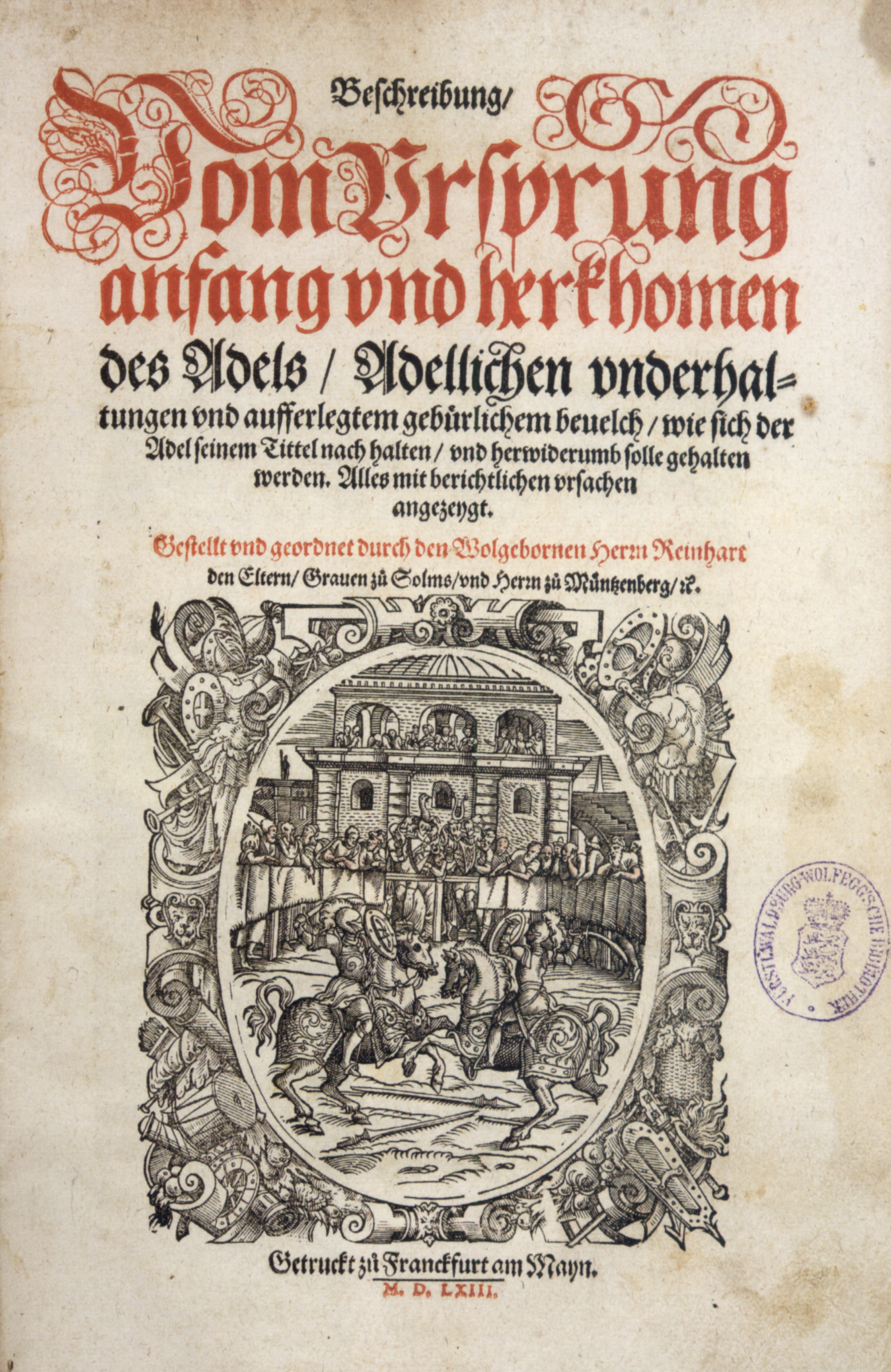
Reinhard zu Solms: Vom Ursprung anfang vnd herkhomen des Adels, 1563

- Eyn gesprech eynes alten erfarnen kriegßmans vnd bawmeysters mit eynem jungen hauptmann: welcher massen eyn vester bawe fürzunemen vnd mit nütz des herren mög vollenfürt werden, Mainz 1535. (VD 16 R937)
- Ein Kürtzer Auszug unnd ueberschlag, Einen Baw anzustellen, Köln 1556. (VD 16 R 941) Link auf ein Digitalisat der BSB online (Memento vom 27. Dezember 2012 im Webarchiv archive.today)
- Kriegsordnungen (zusammen mit Konrad von Boyneburg), Eigendruck, Lich 1559/60. (darin die acht Bücher: Kriegsregierung nach alter Teutschen Ordnung; Kriegsämter; Arcolerie; Büchsen; Vndergraben; Musterung; Kartenspiel; Bericht, wie man ein Stat, Schloß, Flecken mit Kriegsvolk besetzen soll)
- Besatzung. Ejn kurtzer Bericht wie Stätt Schlösser oder Flecken mit kriegsvolck soll besetzt sein, Frankfurt/Main 1653. (VD 16 R 939)
- Beschreibung Vom Ursprung, anfang und herkhomen des Adels, Adelichen underhaltungen und aufferlegtem gebürlichem bevelch, wie sich der Adel seinem Tittel nach halten und herwiderumb solle gehalten werden, Frankfurt/Main 1553 und 1564. Link auf ein Digitalisat der Ausgabe von 1563 der BSB online
- Ein Kriegsordenong. Von allen ampter des Kriegs, wie die Versechen, bestöllt und regiertt werden sollen, und was einer Jeden Person zu thun geboren will, ein jedes mit seiner Figuern besonders anngezeigtt und beschrieben, Manuskript, vollendet 1545 (ÖNB Cod. germ. 3663)
- Die alte romische gehaltene Kriegs-Ordnung, so durch Teutschen von derselbigen Zeitt an pisher gebraucht und gehalten worden ist, und eine Kriegsordnung, Manuskript (ÖNB Cod. germ. 10983)